# Charlie Woerner
Charlie Kent Woerner (geboren am 16. Oktober 1997 in Tiger, Georgia) ist ein US-amerikanischer American-Football-Spieler auf der Position des Tight Ends. Er spielte College Football für die Georgia Bulldogs und wurde von den San Francisco 49ers in der sechsten Runde im NFL Draft 2020 ausgewählt. Seit 2024 spielt Woerner für die Atlanta Falcons.

## College
Nachdem er in der Rabun County High School Football gespielt hatte, entschied er sich, für die Georgia Bulldogs der University of Georgia College Football zu spielen. Dort spielte er von 2016 bis 2019 und wurde oftmals nur als Blocking Tight End eingesetzt.

## NFL
Beim NFL Combine konnte er vor allem beim Bankdrücken mit 21 Wiederholungen beeindrucken. Die San Francisco 49ers wählten ihn im NFL Draft 2020 in der sechsten Runde mit dem 190. Pick aus. Diesen Pick hatten die 49ers durch einen Trade von Marquise Goodwin zu den Philadelphia Eagles erhalten. Am 27. Juni unterzeichnete er einen Vierjahresvertrag über 3,47 Millionen US-Dollar mit einem Signing Bonus über 181.302 US-Dollar.
Zu Beginn der Saison 2020 wurde Woerner fast nur zum Blocken und in den Special Teams aufgestellt, in Woche 13 konnte er im Spiel gegen die Buffalo Bills seine ersten beiden Pässe für 33 Yards Raumgewinn fangen. Am 19. Dezember wurde er auf die Reserve/COVID-19 Liste gesetzt. Am 29. Dezember wurde er von dieser wieder aktiviert. Am letzten Spieltag konnte er einen Pass für drei Yards fangen.
In der Saison 2021 war er wieder ein elementarer Teil des Special Teams, zusätzlich bekam er mehr Spielzeit in der Offense. Er konnte in der Saison fünf Pässe für 52 Yards fangen, mit den 49ers zog er aufgrund einer 10–7 Bilanz in die Play-offs ein. Dort erreichte er mit den 49ers nach Siegen gegen die Dallas Cowboys und Green Bay Packers das NFC Championship Game, welches sie mit 17:20 gegen die Los Angeles Rams verloren. In der Saison 2023 zog Woerner mit den 49ers in den Super Bowl LVIII ein, in dem sie mit 22:25 nach Overtime den Kansas City Chiefs unterlagen.
Am 13. März 2024 unterschrieb Woerner einen Dreijahresvertrag im Wert von 12 Millionen US-Dollar bei den Atlanta Falcons.

### NFL-Statistiken
| Jahr        | Team     | Spiele | gestartet | Rec | Yards | Avg  | Long | TD |
| ----------- | -------- | ------ | --------- | --- | ----- | ---- | ---- | -- |
| 2020        | SF       | 14     | 0         | 3   | 36    | 12,0 | 18   | 0  |
| 2021        | SF       | 17     | 3         | 5   | 52    | 10,4 | 27   | 0  |
| 2022        | SF       | 17     | 2         | 0   | 0     | 0,0  | 0    | 0  |
| 2023        | SF       | 17     | 2         | 3   | 32    | 10,7 | 20   | 0  |
| 2024        | ATL      | 16     | 5         | 7   | 46    | 6,6  | 13   | 0  |
| Karriere    | Karriere | 81     | 12        | 18  | 166   | 7,9  | 27   | 0  |
| Quelle: NFL |          |        |           |     |       |      |      |    |

## Persönliches
Woerner ist der Neffe von Scott Woerner, welcher 2016 in die College Football Hall of Fame aufgenommen wurde.